# Judit Kristina Ordell
Judit Kristina Ordell, född 23 juni 1896 i Örebro, död 15 februari 1987, var en svensk sångförfattare, översättare, lärare vid Norrköpings norra läroverk samt officer i Frälsningsarmén. Hon hade en filosofisk ämbetsexamen.
Ordell var medarbetare vid Frälsningsarméns tidskrift Stridsropet samt dess officersskola. Hon var vidare chef för Frälsningsarméns kvinnliga sociala arbete. Hon finns representerad i flera psalmböcker, bland annat Frälsningsarméns sångbok 1990 (FA).

## Sånger
- Jesus, jag vill följa dig var dag (FA nr 845) översatt
- På en avlägsen höjd (FA nr 513) översatt 1937
- Vänd ditt ansikte till mig (FA nr 477) översatt 1959